# Rheder- en Worthrhederheide

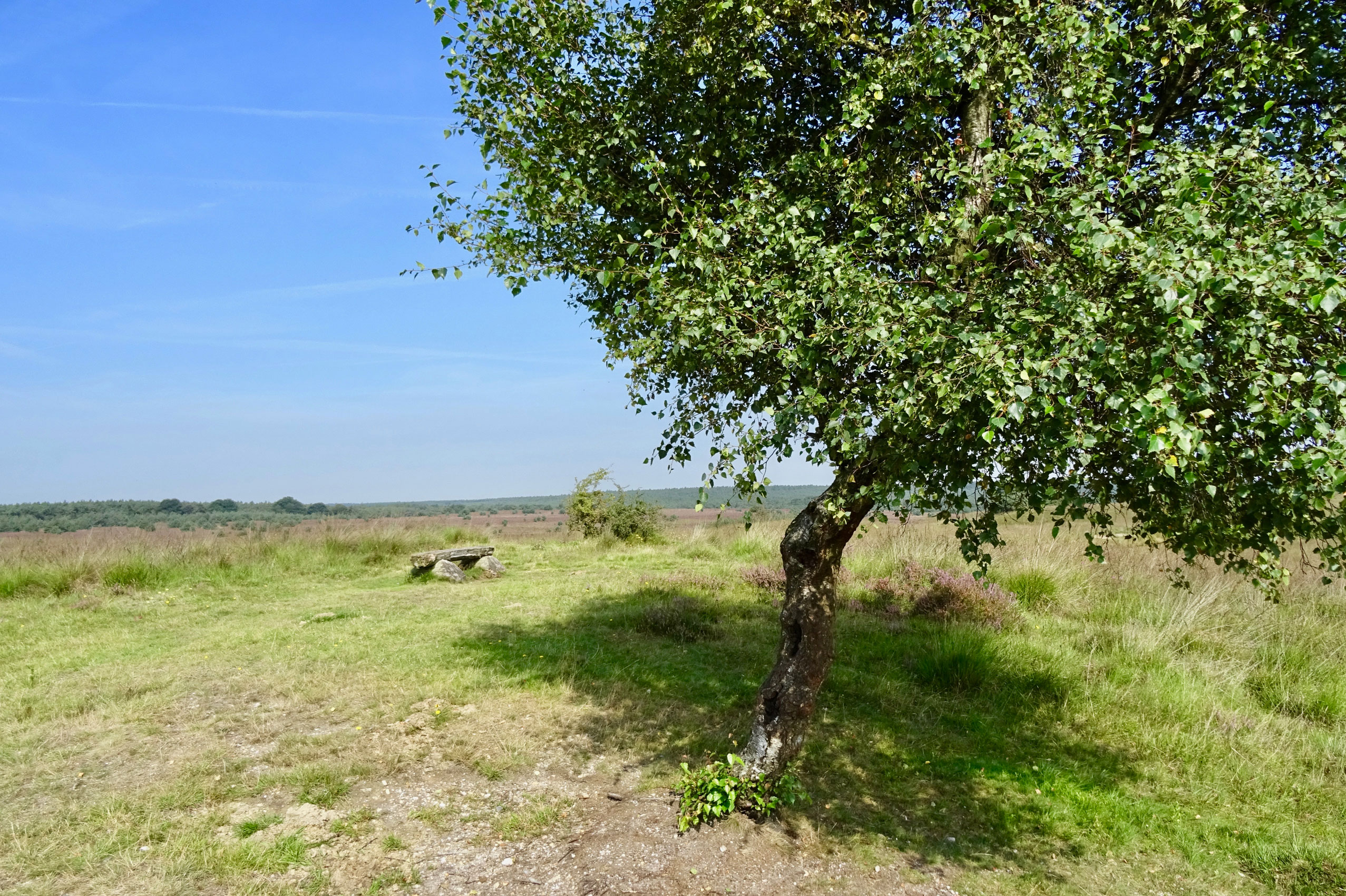
De Rheder- en Worthrhederheide anno 2017

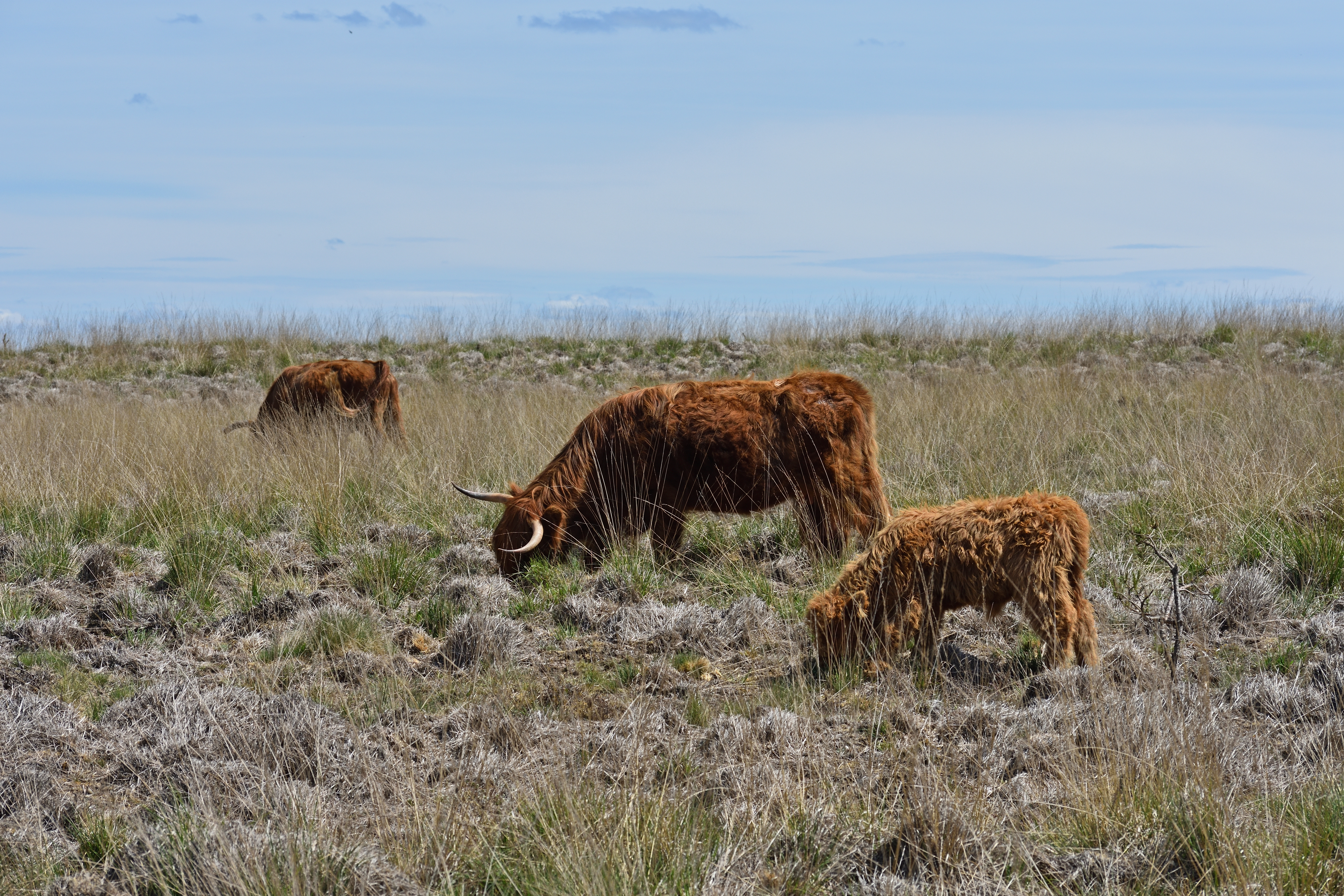
Schotse hooglanders

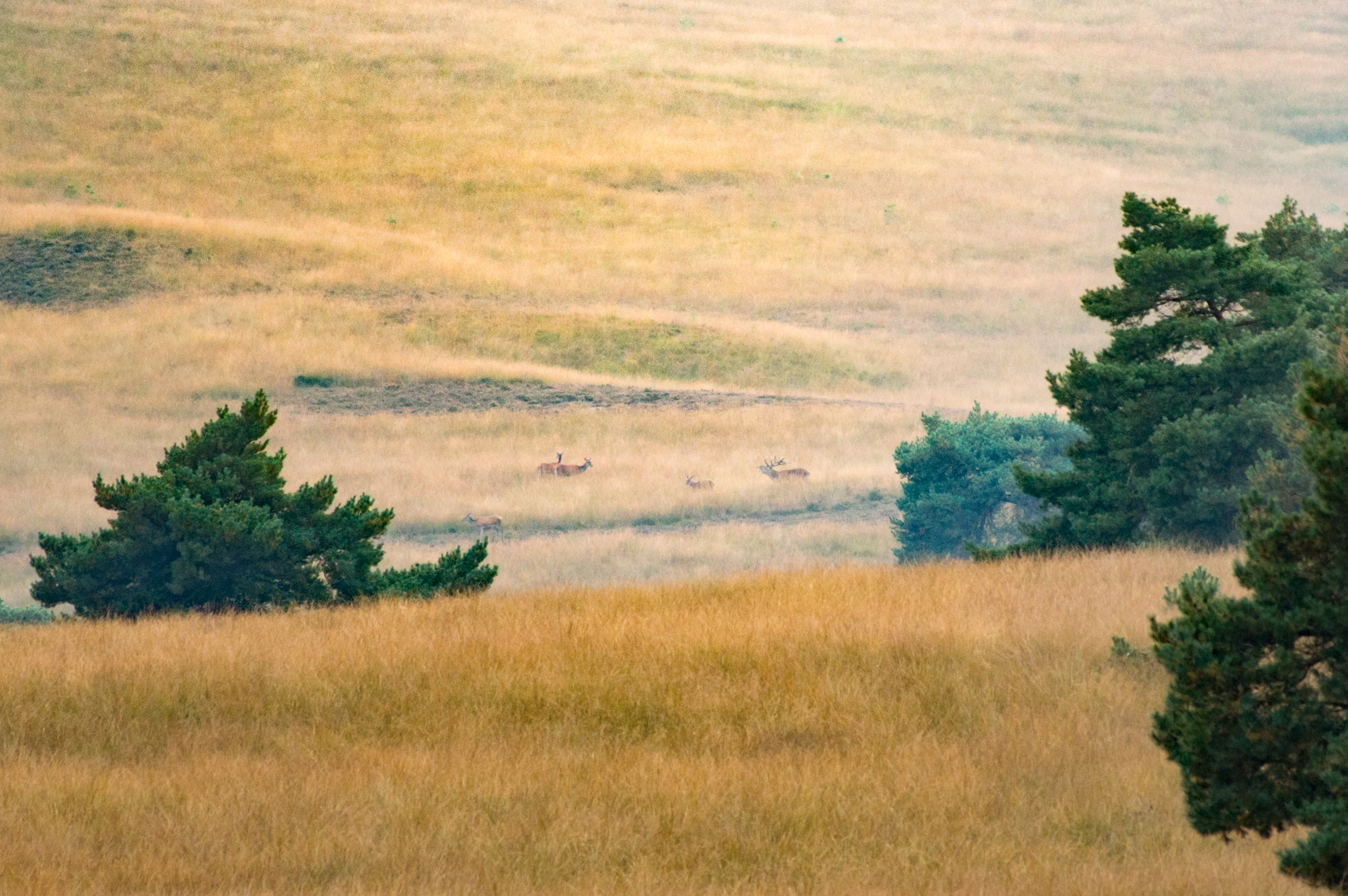
Edelherten vanaf het uitkijkpunt Elsberg

De Rheder- en Worthrhederheide is gelegen in het centrale deel van het Nationaal park Veluwezoom. Het omvat heide, bos en stuifzand en omvat in totaal circa 850 ha. Het hoogste punt van de Veluwe is gelegen in dit gebied: Signaal Imbosch van 110 m hoogte. In de Tweede Wereldoorlog heeft nabij dit punt de Duitse radarpost Teerose II gestaan. Op de Elsberg (94 m hoogte) heeft Natuurmonumenten een uitzichtpunt ingericht.

## Geschiedenis
Het gebied is eeuwenlang in gemeenschappelijk bezit geweest  van de dorpsgemeenschap. Inwoners konden er niet alleen vee laten grazen maar hadden ook het recht om zand, grond, leem of plaggen uit het gebied te halen. Door het intensieve gebruik ontstonden er zandverstuivingen. In de late middeleeuwen zijn de marken Rheden en Worthrheden ontstaan om de negatieve invloed van de mens op de natuur te beperken. Vanaf 1550 mocht er 's zomers geen vee meer grazen en de houtkap in het bos werd aan strenge regels gebonden. Echter, halverwege de 17de eeuw was er nauwelijks bos meer aanwezig. Vanaf het eind van de 19de eeuw, zijn grote delen van de zogenaamde woeste gronden weer bebost of anderszins in cultuur gebracht. Herbebossing geschiedde vooral met grove den, die op de verarmde grond de beste mogelijkheden had.

## Huidig gebruik
In 1930 is het gebied in eigendom gekomen van de Vereniging Natuurmonumenten. Zij voeren hier een nagenoeg natuurlijk beheer. Naast wilde grazers als edelhert en damhert zijn Schotse hooglanders in het gebied uitgezet.